# Иолла
Иолла (др.-греч. Ioλλας), также Иолай, Иоллай, Иол, Иолл — младший сын Антипатра, виночерпий Александра Македонского. Согласно ряду античных источников подмешал яд в вино, которое подал Александру Македонскому. Большинство современных историков скептически относятся к данной версии. По всей видимости, она была создана вскоре после смерти Александра Македонского под влиянием одного из диадохов, который вёл войну с Антипатром или его потомками.

## Биография
Иолла был младшим сыном наместника царя в Македонии Антипатра. Согласно В. Хеккелю родился около 341 года до н. э., Г. Берве — после 350 года до н. э. У Антипатра было 7 сыновей и 4 дочерей, по всей видимости, от разных женщин. Иолла был единоутробным братом Кассандра. Вместе с другим братом Филиппом был прислужником Александра Македонского в последний год его жизни. Иолла был обязан дегустировать вино, после чего подавать его на стол царю. Сразу несколько античных источников обвиняют Иоллу в отравлении Александра. Плутарх писал, что Иолла поступил так по приказу своего отца Антипатра, а сам яд приготовил Аристотель. Арриан также связывает смерть Александра с приготовленным Аристотелем ядом, который Иолла вместе со своим другом Медием подмешал царю. Этот автор также упоминает об оскорблении Иоллы со стороны Александра. Согласно Юстину, Иолла вместе с братом Филиппом подмешали яд к воде, которой разбавляли вино. Соответственно, они никак не пострадали, когда дегустировали вино, которое подавали царю. Согласно Квинту Курцию Руфу, яд Иолле передал брат Кассандр. Диодор Сицилийский писал, что Антипатр был потрясён казнью Филоты и Пармениона, почему и приказал сыну отравить царя. После смерти Александра, согласно Псевдо-Плутарху, афинский оратор Гиперид добился «постановления об отличиях» Иоллы Народным собранием Афин.
Современные историки весьма скептически относятся к версии об отравлении Александра Иоллой. Несомненно, что такая версия существовала. Любой из приближённых Александра мог попасть под подозрение после его преждевременной смерти. По всей видимости, возникновение версии об отравлении Иоллой появилась в трактате Псевдо-Каллисфена «Liber de Morte» о смерти Александра Македонского. Заказчиком его создания мог стать один из диадохов, который воевал, либо просто находился в плохих отношениях, с Антипатром и его наследниками. К таковым могли относиться Полиперхон, Пердикка и Птолемей. Советский историк А. С. Шофман не исключает отравления Александра. Он подчёркивал, что в конце жизни Александр собирался сместить Антипатра с должности наместника Македонии. Это, по мнению историка, могло быть мотивом, по которому Антипатр организовал отравление.
В 323/322 году до н. э., уже после смерти Александра, Иолла сопровождал свою сестру Никею ко двору диадоха Пердикки. Затем он, по всей видимости, вернулся домой в Македонию. К 317/316 году до н. э. Иолла был мёртв. При описании событий этого года Диодор Сицилийский утверждал, что Олимпиада «разорила могилу Иолла, мстя, по её словам, за смерть [своего сына] Александра». У царицы могли быть и другие мотивы для такого поступка. Отец Иоллы Антипатр при жизни был наиболее могущественным врагом Олимпиады, а в 317/316 году она вела войну с братом Иоллы Кассандром.

### Исследования
- Шофман А. С. Восточная политика Александра Македонского / Печатается по постановлению редакционно-издательского совета Казанского университета. Отв. редактор В. Д. Жигунин. — Казань: Издательство Казанского университета, 1976.
- Atkinson J., Truter El., Truter Et. Alexander's Last Days: Malaria and Mind Games? (англ.) // Acta Classica. — Classical Association of South Africa, 2009. — Vol. 52. — P. 23—46. — ISSN 0065-1141. — JSTOR 24592483.
- Berve H. 386. Ίόλαος // Das Alexanderreich auf prosopographischer Grundlage (нем.). — München: C. H. Beck`sche Verlagsbuchhandlung, 1926. — Bd. 2. — S. 184.
- Heckel W. Iolaus 1 // Who's Who in the Age of Alexander the Great: Prosopography of Alexander's Empire (англ.). — Malden; Oxford; Carlton: Blackwell Publishing, 2006. — P. 143. — ISBN 1-4051-1210-7.
- Heckel W. Alexander’s Marshals. A study of the Makedonian aristocracy and the politics of military leadership (англ.). — 2nd. — London; New York: Routledge, 2016. — ISBN 978-1-138-93469-6.